# Anna Rosling Rönnlund
Anna Rosling Rönnlund, född 4 april 1975, är en svensk utvecklare av visualiseringsprogram för statistisk information.
Hon har tillsammans med maken Ola Rosling utvecklat datorprogrammet Trendalyzer. Tillsammans med honom och svärfadern Hans Rosling grundade hon 2005 stiftelsen Gapminder, som vidareutvecklade programmet och användningen av det.
Efter det att Trendalyzer sålts till Google 2007 arbetade Anna Rosling Rönnlund och Ola Rosling med vidareutveckling av programmet på Google i Kalifornien mellan augusti 2007 och augusti 2010. Anna Rosling Rönnlund är vice VD och ansvarig för design och användbarhet på Gapminder Foundation. Idén till visualiseringen av redskapet Dollar Street är hennes.
Verktyget såldes sedermera till Google och de flyttade båda till Kalifornien för att under några år vidareutveckla verktyget. Där började makarna att tillsammans med Hans Rosling fundera på ett annat sätt att förklara statistiken, utöver det som Hans Rosling hade gjort med sina föreläsningar. I och med det fick de idén till boken Factfulness.  Hans Rosling deltog i arbetet med boken tills hans cancer i bukspottskörteln hindrade honom från att fortsätta.
2016 startade Anna Rosling Dollar Street, en webbsida som visar ett antal familjer i olika delar av världen som hjälp för att visualisera människors levnadsförhållanden inom olika kulturer och socioekonomiska grupper.
2017 talade hon på konferensen TED, där hon förklarade vilken kraft det finns i datavisualisering.
De femte november 2018 promoverades Anna och Ola Rosling till hedersdoktorer vid Högskolan i Skövde i samband med skolans akademiska högtid.

### Fotnoter
1. ↑  ”Så lever Hans Roslings visioner vidare”. https://www.svt.se/nyheter/lokalt/uppsala/sa-lever-hans-roslings-arv-vidare. Läst 28 oktober 2017.
2. 1 2  ”Uppdrag: gör världen begriplig”. http://www.vi-tidningen.se/uppdrag-gor-varlden-begriplig/. Läst 28 oktober 2017.
3. 1 2  ”Ola Rosling och Anna Rosling blir hedersdoktorer vid höskolan i Skövde”. 5 november 2018. Arkiverad från originalet den 21 juni 2019. https://web.archive.org/web/20190621071752/https://www.his.se/Nyheter-och-kalender/Nyhetslista/Alla-nyheter/Ola-Rosling-och-Anna-Rosling-Ronnlund-blir-hedersdoktorer-vid-Hogskolan-i-Skovde/. Läst 19 juni 2019.
4. ↑  ”Dollar Street” (på engelska). Gapminder. https://www.gapminder.org/dollar-street/about?lang=en. Läst 21 juni 2019.
5. ↑  Rönnlund, Anna Rosling. ”See how the rest of the world lives, organized by income”. https://www.ted.com/talks/anna_rosling_ronnlund_see_how_the_rest_of_the_world_lives_organized_by_income?språk=engelska. Läst 21 juni 2019.